# 西单站
西单站是一个位于中国北京市西城区金融街街道与西长安街街道交界复兴门内大街、西长安街、西单北大街、宣武门内大街交叉口，属于北京地铁1号线和4号线的地铁换乘站。由于位于市中心繁华商业地带，西单站也是北京地铁中较为繁忙的一站。

## 位置
这个站位于北京西单，复兴门内大街－西长安街（长安街，东西向）同西单北大街－宣武门内大街（南北向）的交汇处。1号线车站呈东西向布置，整体位于交口东侧；4号线车站呈南北向布置，横跨路口。

## 历史
1号线西单站是复八线（复兴门至八王坟）工程的一部分，但是西单站以及复兴门－西单区间早在1989年7月就已经开工，当时复八线甚至还未获得国家计委的正式批示；复八线其他车站中最早开工的也要等到1992年12月28日，而西单站已于12月12日开始对外售票运营了。西单站业主单位（甲方）为北京地铁总公司下属的建设公司，铁道部第十六工程和第三勘测设计院联合体为施工方（乙方），采用浅埋暗挖法施工，是中国大陆首个暗挖施工的地铁车站。由於地質復複，採取大管栅护項小導管注漿和加固地層；鋼筋格柵噴錨混凝土支护；采用防水新技術、新工藝以保障安全。1992年10月9日，时任全国人大常委会委员长的万里视察了西单站；次日举行了通车典礼，时任国务院副总理的邹家华和国家有关部委、北京市的领导参加了通车仪式。10月12日啟用；12月12日，西单站对外售票运营。
1995年，地铁西单市场开业，成为地铁公司第一个对外经营的商场:312，2003年10月7日撤店。
2000年，复八线其他区段与西单站及以西区段贯通运营前，西单站曾封站改造，对车站重新装修，并新增了喷淋装置、广播系统，解决了渗漏等问题。
4号线西单站于2004年开工，是北京地铁4号线24个车站中最早开工的5座车站之一，由于需要上跨1号线，车站埋深很浅，但为了不影响交通，施工方选用了盖挖法施工。2009年6月，4号线开始试运行；9月28日通车试运营。
2023年7月1日，位于4号线车站东北方向、搁置14年之久的西单站G口正式启用。

## 车站结构

### 楼层分布
| 地面层                           | 出入口                                   | A–J出入口                        |
| 地下一层 4号线站厅层             | 4号线站厅                                | 服务中心、商店、自助服務、洗手間 |
| 地下二层 1号线站厅层 4号线站台层 | 1号线站厅                                | 服务中心、商店、自助服務、洗手間 |
| 地下二层 1号线站厅层 4号线站台层 | 4号线往安河桥北（灵境胡同）              |                                  |
| 地下二层 1号线站厅层 4号线站台层 | 岛式站台，左側開门                       |                                  |
| 地下二层 1号线站厅层 4号线站台层 | 4号线往天宫院（大兴线）（宣武门）        |                                  |
| 地下三层 1号线站台层             |                                          | 1号线往古城（复兴门）            |
| 地下三层 1号线站台层             | 岛式站台，左側開门                       |                                  |
| 地下三层 1号线站台层             | 1号线 往环球度假区（八通线）（天安门西） |                                  |

### 1号线
1号线车站为地下二层车站，两柱三跨，岛式站台设计，站台宽16米，长260米，可以停放8节编组的B型地铁列车。车站顶端覆土6至7米。车站西端及东端分别设置一条折返线。站厅层与南北地下商业连接，另设有5个出入口。

### 4号线
4号线车站南北两端为地下二层车站，岛式站台设计；中部下穿长安街段只有一层，上下行站台采用与港铁港岛线多数车站相同的拱形分离式岛式站台设计，并由通道将两个站台相连。车站主体长222.3米。设置5个出入口。南北站厅分别通过换乘通道与1号线相连。两部电梯上方分别悬挂浮雕，一幅是反应老北京老字号商业的浮雕《老字号》，另一幅是反映老北京民俗生活的浮雕《老北京》。

## 出入口

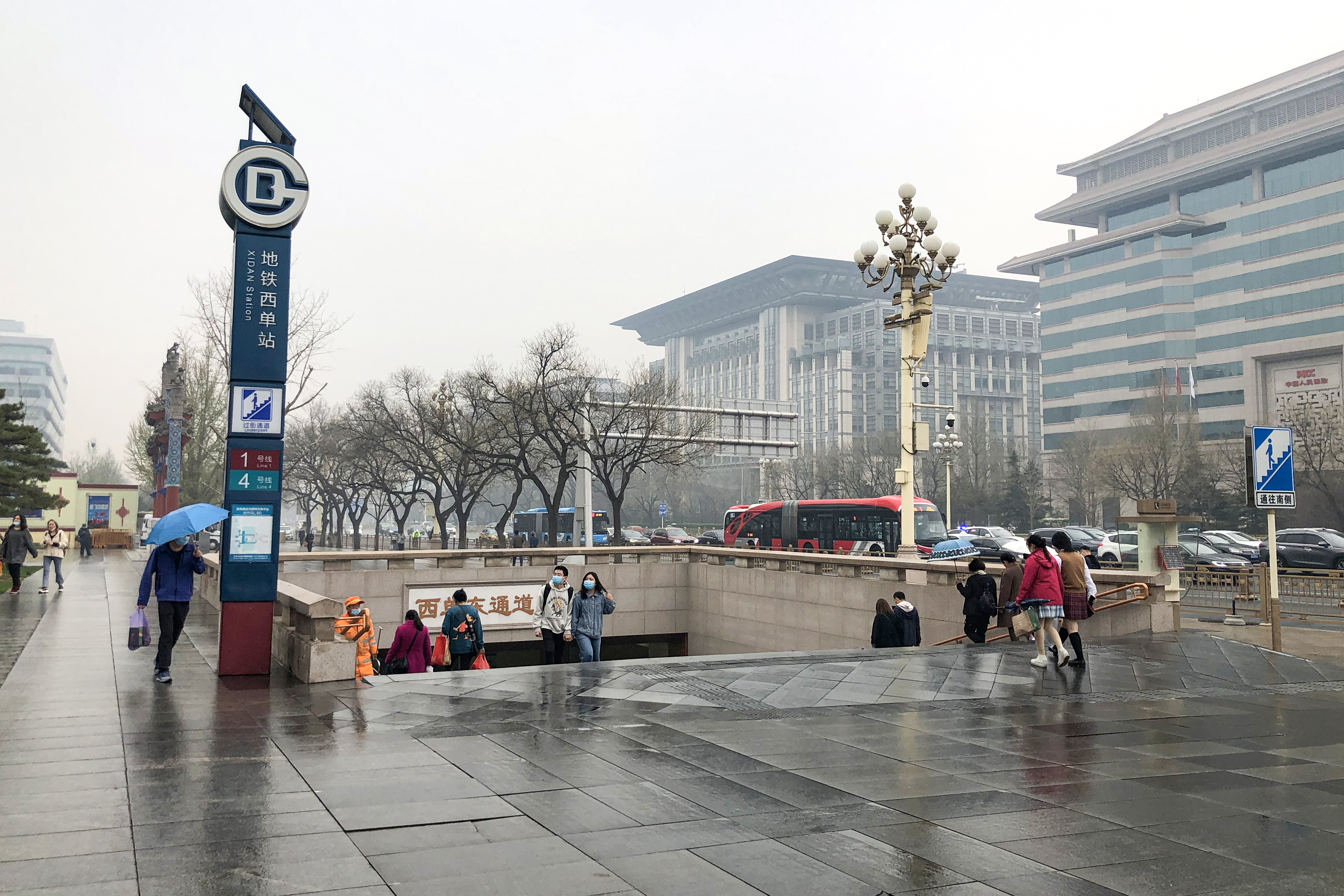
西单站A、E、G、H出入口均位于西单东地下通道内

西单站共有地面出入口11个，分别是A、B、C、D、E、F1、F2、G、H、J1、J2。其中A口至E口连接1号线站厅，F至J口连接4号线站厅。其中A、E、G、H四个出入口均连接至西单东地下通道。
|                             |                      |                                                                                                  |                |                |
|                             |                      |                                                                                                  |                |                |
| 编号                        | 指示                 | 建议前往的目的地                                                                                 | 图片           | 无障碍设施图片 |
| 连通 1号线站厅              |                      |                                                                                                  |                |                |
| 出口 · A                    | 长安街（北侧）       | 西单文化广场、汉光百货、西单商场、北京君太百货、华威大厦、西单大悦城、THE NEW 更新场、老佛爷百货 |                | 不適用         |
| 出口 · B                    | 横二条               | 华威大厦                                                                                         | B口B口楼梯扶梯 | 不適用         |
| 出口 · C · 轮椅升降台标志   | 长安街（北侧）       | 北京图书大厦、民航营业大厦                                                                       |                |                |
| 出口 · D · 轮椅升降台标志   | 长安街（南侧）       | 北京音乐厅                                                                                       | D口D口楼梯扶梯 |                |
| 出口 · E                    | 长安街（南侧）       | 中国人保大厦、北京西单美爵酒店、华能大厦                                                         |                | 不適用         |
| 连通 4号线站厅              |                      |                                                                                                  |                |                |
| 出口 · F · 1                | 西单北大街（西侧）   | 汉光百货、华威大厦/华威商务酒店、西单大悦城、郑王府、北京师范大学附属实验中学                    |                | 不適用         |
| 出口 · F · 2                | 复兴门内大街（北侧） | 民族文化宫、国家粮食局                                                                           |                | 不適用         |
| 出口 · G                    | 西单北大街（东侧）   | THE NEW 更新场                                                                                   |                | 不適用         |
| 出口 · H                    | 宣武门内大街（东侧） | 中国人保大厦、国家电网电力交易中心、中国华电集团                                                 |                | 不適用         |
| 出口 · J · 1 · 升降机标志   | 宣武门内大街（西侧） | 鲁迅中学                                                                                         |                |                |
| 出口 · J · 2                | 复兴门内大街（南侧） | 华能大厦                                                                                         |                | 不適用         |
| 註： 設有 \| 設有輪椅升降台 |                      |                                                                                                  |                |                |